# Horisjni Plavni
 Ikke at forveksle med  Komsomolsk-na-Amure.
Horisjni Plavni (ukrainsk: Горішні Плавні}, før 2016 kendt som Komsomolsk-na-Dnipri, ukrainsk: Комсомо́льськ-на-Дніпрі eller blot Komsomolsk, ukrainsk: Комсомо́льськ) er en mineby i det centrale Ukraine, beliggende på den venstre bred af Dnepr. Horishni Plavni er en By af regional betydning i Poltava oblast, praktisk talt sammenhængende med den større naboby Krementjuk. 
Byen havde i 2021 en befolkning på omkring 50.414 mennesker.